# Doamna Manet la pian
Doamna Manet la pian este o pictură în ulei pe pânză din 1867-1868 a pictorului francez Édouard Manet. Acest tablou este un portret al soției sale Suzanne (născută Leenhoff) și este expus acum în Musée d'Orsay. Tabloul evidențiază talentul soției sale la pian - ea i-a interpretat muzica de Wagner lui Baudelaire în ultimele zile de viață ale acestuia.